# Okane ga Nai
Okane ga Nai (japanisch お金がないっ ‚kein Geld‘), auch als No Money bekannt, ist eine von 1999 bis 2014 erscheinende Romanreihe von Hitoyo Shinozaki, die auch als Manga-, Anime- und Hörspielserie umgesetzt wurde. Sie beschreibt eine erotische Beziehung zwischen zwei Männern und gehört so ins Boys-Love-Genre.

## Handlung
Yukiya Ayase ist ein achtzehnjähriger Universitätsstudent. Sein einziger Verwandter, sein Cousin Tetsuo, verkauft ihn in einer Auktion an den höchsten Bieter, um seine Schulden begleichen zu können. Der reiche Somuku Kanou, den Ayase von früher her zu kennen scheint, gibt das höchste Gebot ab und schlägt vor, dass Ayase sich frei kaufen könne, indem er seinen Körper anbietet.

## Veröffentlichungen

### Roman
Die Romanreihe wird von Hitoyo Shinozaki geschrieben, während die Illustrationen von Tōru Kōsaka stammen. Die ersten vier Bände wurden von 1999 bis 2001 bei Oakla Shuppan veröffentlicht, danach wechselte die Reihe zum Verlag Gentōsha Comics, bei dem 2003 mit dem fünften fortgesetzt wurde und 2004 auch Nachdrucke der ersten vier Bände erfolgten. Der achte und bisher letzte Band erschien am 26. März 2014, sieben Jahre nach dem siebten Band.

### Manga
Bei Oakla erschien zudem eine Manga-Adaption von Tōru Kōsaka, zu der im Januar 2002 ein Sammelband (Tankōbon) erschien. Seit 2003 veröffentlicht Gentōsha die Manga-Reihe im zweimonatlich erscheinenden Magazin Lynx, wobei die Kapitel in bisher 10 Bände zusammengefasst wurden. Das letzte Kapitel soll am 9. Dezember 2014 (Ausgabe 1/2015) erscheinen, so dass die Reihe 11 Bände umfassen wird.
Deutsche Verlage haben eine Veröffentlichung des Mangas wegen des minderjährigen Aussehens von Ayase abgelehnt.

### Anime
Von Februar bis Dezember 2007 adaptierte das Animationsstudio Lilix (リリクス, Ririkusu; auch als Yricc transkribiert) das Werk als 4-teilige Original Video Animation auf DVD. Regie bei dem Anime führte Makoto Sokuza, während das Charakterdesign aus der Feder von Sawako Yamamoto stammt.
Hierzulande wurde die OVA unter dem Titel No Money von dem deutschen Anime-Label Kazé Deutschland auf DVD veröffentlicht.

#### Synchronisation
Die deutsche Synchronisation stammt von der TV+Synchron GmbH aus Berlin.
| Rolle           | japanische Sprecher (Seiyū) | deutscher Sprecher |
| --------------- | --------------------------- | ------------------ |
| Yukiya Ayase    | Jun Fukuyama                | David Turba        |
| Somuku Kanō     | Jūrōta Kosugi               | Alexander Doering  |
| Kaoru Someya    | Nobuo Tobita                | Stefan Staudinger  |
| Tetsuo Ishi     | Tetsuya Kakihara            | Robin Kahnmeyer    |
| Toranosuke Gion | Ryōtarō Okiayu              | Jens-Uwe Bogadtke  |